# Olympische Jugend-Sommerspiele 2018/Teilnehmer (Israel)
| Gelbes Symbol für Goldmedaillen mit stilisierten Olympischen Ringen | Graues Symbol für Silbermedaillen mit stilisierten Olympischen Ringen | Braundes Symbol für Bronzemedaillen mit stilisierten Olympischen Ringen |
| ------------------------------------------------------------------- | --------------------------------------------------------------------- | ----------------------------------------------------------------------- |
| 1                                                                   | 1                                                                     | 1                                                                       |

Die Jugend-Olympiamannschaft aus Israel für die III. Olympischen Jugend-Sommerspiele vom 6. bis 18. Oktober 2018 in Buenos Aires (Argentinien) bestand aus 19 Athleten.

## Athleten nach Sportarten

### Judo
Jungen
- Ariel Shulman
Klasse bis 55 kg: 5. Platz
Mixed: 5. Platz (im Team Los Angeles)

### Leichtathletik
| Mädchen - Veronika Chaynov Hochsprung: 7. Platz | Jungen - Adisu Guadia 3000 m: 9. Platz - Amal Hasanov Stabhochsprung: 12. Platz |

### Radsport
Jungen
- Eitan Levi
- Nadav Raisberg
Straßenrennen Kombination: 9. Platz

### Schwimmen
- 4 × 100 m Freistil Mixed: disqualifiziert (Finallauf)
4 × 100 m Lagen Mixed: 13. Platz

| Mädchen - Anastasia Gorbenko 100 m Freistil: 7. Platz 200 m Rücken: 9. Platz 200 m Brust: 17. Platz 200 m Lagen: Gold - Lea Polonsky 100 m Brust: 33. Platz 100 m Schmetterling: 20. Platz 200 m Schmetterling: 11. Platz 200 m Lagen: 21. Platz | Jungen - Gal Cohen Groumi 50 m Freistil: 27. Platz 50 m Schmetterling: 26. Platz 100 m Schmetterling: 24. Platz 200 m Lagen: 4. Platz - Denis Loktev 100 m Freistil: 12. Platz 200 m Freistil: Bronze 400 m Freistil: 6. Platz |

### Segeln
| Mädchen - Naama Gazit Windsurfen: 7. Platz | Jungen - Tomer Vardimon Windsurfen: 4. Platz |

### Taekwondo
| Mädchen - Abishag Semberg Klasse bis 49 kg: 5. Platz | Jungen - Daniel Goichman Klasse bis 55 kg: 9. Platz |

### Triathlon
Jungen
- Itamar Shevach Levanon
Einzel: 15. Platz
Mixed: 8. Platz (im Team Europa 5)

### Turnen

#### Gymnastik
Jungen
- Uri Zeidel
Einzelmehrkampf: 34. Platz
Boden: 26. Platz
Pferd: 34. Platz
Barren: 12. Platz
Reck: 30. Platz
Ringe: 33. Platz
Seitpferd: 35. Platz
Mixed: 9. Platz (im Team Gelb)

#### Rhythmische Sportgymnastik
Mädchen
- Valeriia Sotskova
Einzel: 7. Platz
Mixed: 10. Platz (im Team Braun)

#### Akrobatik
- Noa Kazado Yakar
- Yonatan Fridman
Silber 
Mixed: 11. Platz (im Team Hellblau)